# Meng Hongwei

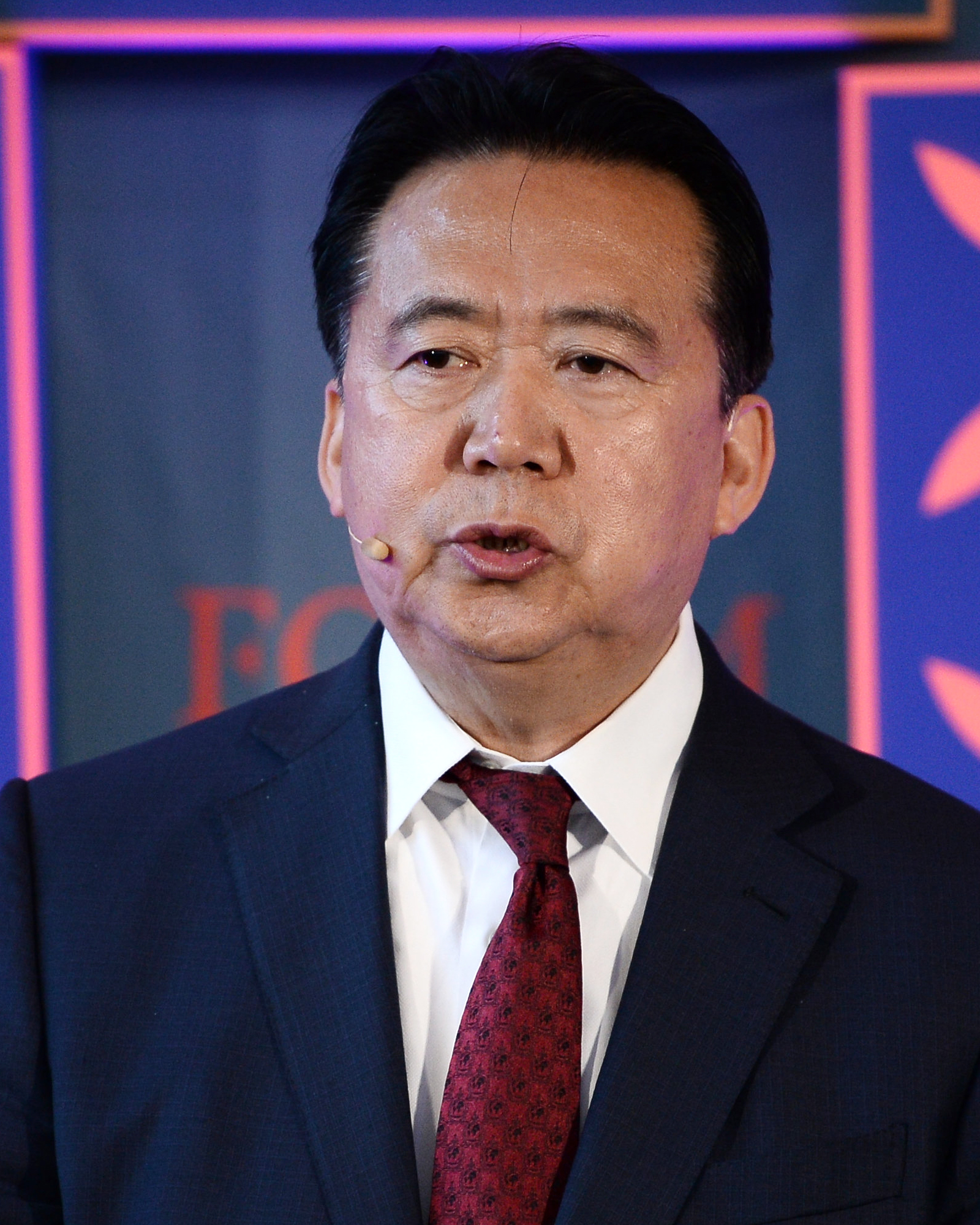
Meng Hongwei (2017)

Meng Hongwei (chinesisch 孟宏伟, Pinyin Mèng Hóngwěi; * November 1953 in Harbin, Provinz Heilongjiang, Volksrepublik China) ist ein chinesischer Politiker und Polizeibeamter. Von November 2016 bis Oktober 2018 war er Präsident der internationalen Polizeiorganisation Interpol mit Sitz in Lyon. 2018 wurde er in China festgesetzt und 2020 zu einer Haftstrafe von 13 Jahren und sechs Monaten sowie zu einer Geldstrafe wegen Korruption verurteilt.

## Leben
Meng absolvierte ein Jurastudium an der Universität Peking und wurde im Juni 1975 Mitglied der Kommunistischen Partei Chinas. Er erwarb einen Mastertitel an der Technischen Universität Zhongnan in Changsha.
Meng war stellvertretender Minister für öffentliche Sicherheit und 2013 bis 2017 Direktor der chinesischen Küstenwache. Am 18. März 2013 wurde Meng zum stellvertretenden Direktor der Verwaltungsbehörde für die chinesischen Territorialgewässer ernannt.

### Wahl zum Interpol-Präsidenten (2016)
Am 10. November 2016 wurde er während der 85. Sitzung der Generalversammlung von Interpol auf Bali zum Präsidenten der Organisation gewählt. Er war der erste Chinese in diesem Amt und galt als politischer Hoffnungsträger. Seine Wahl wurde als Erfolg der chinesischen Führung im Streben nach größerem Einfluss auf der internationalen Bühne angesehen. Die Wahl stieß auf Kritik von Menschenrechtsorganisationen wie Amnesty International, die Befürchtungen äußerten, dass Interpol für die Zwecke Chinas instrumentalisiert und politische Flüchtlinge als vermeintliche Kriminelle zur Fahndung ausgeschrieben werden könnten. Interpol habe zwar keine direkten Befugnisse zur Festnahme von Personen, könne aber Fahndungsaufrufe veröffentlichen und habe nicht unerheblichen Einfluss. Zum Zeitpunkt von Mengs Ernennung wurden mehr als 100 ins Ausland geflüchtete Bürger der Volksrepublik wegen Korruptionsvorwürfen über Interpol gesucht.

### Volksrepublik China (ab 2018)
Am 25. September 2018 brach Meng von Lyon aus zu einer Reise in die Volksrepublik China auf. Nachdem seine Frau Grace Meng kein Lebenszeichen mehr von ihm vernommen hatte, meldete sie ihren Ehemann am 5. Oktober 2018 bei der französischen Polizei als vermisst. Er habe ihr ein Messer-Emoji gesendet, was sie als ein Zeichen für Gefahr verstand.
Am 7. Oktober 2018 gab Interpol bekannt, dass Meng ihr seine sofortige Rücktrittserklärung vom Amt übermittelt habe. Die chinesische Zentrale Disziplinarkommission der Kommunistischen Partei Chinas (CCDI) erklärte, dass Meng seit seiner Ankunft in China unter Aufsicht der Behörden stehe und die Nationale Aufsichtskommission (NSC) gegen ihn ermittele. Die NSC ist für die Untersuchung von Korruptionsfällen zuständig. Der Fall Meng wurde in Zusammenhang mit der von Präsident Xi Jinping angeordneten Anti-Korruptionskampagne gesehen, die Beobachter als Xis Strategie zum Ausschalten von Kritikern bewerteten. Am 20. Juni 2019 begann in Tianjin der Strafprozess. Nachdem er bereits im Laufe der Ermittlungen die Annahme von Bestechungsgeld in Höhe von umgerechnet 1,86 Millionen Euro zugegeben hatte, gab Meng gleich zu Beginn ein Schuldbekenntnis ab. Die Vorwürfe bezogen sich auf die Amtszeiten als Leiter der Marinepolizei und als stellvertretender Minister für öffentliche Sicherheit. Im Januar 2020 wurde Meng zu einer Haftstrafe von 13 Jahren und sechs Monaten sowie zu einer Geldstrafe verurteilt. Aus der Kommunistischen Partei wurde er ausgeschlossen.
Den Vorsitz bei Interpol übernahm kommissarisch der aus Südkorea stammende Vizepräsident Kim Jong Yang, im November 2018 wurde er ins Amt des Präsidenten gewählt.